# Гоголь, Евгений Сергеевич
Евгений Сергеевич Гоголь (20 января 1986; Краснодар, РСФСР, СССР) — российский футболист, защитник.

## Карьера
Евгений Гоголь начинал заниматься в детско-юношеской школе «Вагонник» в возрасте 9 лет, которая неоднократно была победителем всевозможных турниров как в России, так и за рубежом. В 2003 году принял предложение любительской команды «Лотос-Ленд» из Краснодара, которая принимала участие в Чемпионате Краснодарского Края среди команд высшей лиги. В 2004 году, в составе команды, получил серебряные медали первенства, заняв 2 место в чемпионате. В 2005 году перешёл в «Сочи», которая выступала во Второй дивизионе в зоне Юг. Сыграв один сезон получил предложения от московского «Локомотив», под руководством Славолюба Муслина. В составе железнодорожников в официальных играх не сыграл ни одной игры, выступал за дублирующий состав, тренировался с главной командой. За «Локомотив» забил один гол в товарищеской встречи против костромского «Спартака». Первый круг 2008 года провёл в «Краснодаре», второй в составе «Сочи-04». В сезон 2009 года выступал за «Нару-ШБФР». С 2010 года выступает в чемпионате Узбекистана. Участник Азиатской Лиги Чемпионов в составе ташкентского «Локомотива».

## Достижения

### Командные
«Локомотив» Ташкент
Серебряный призёр чемпионата Узбекистана: (1)
- 2013

### Личные
«Локомотив» Ташкент
Символическая сборная Чемпионата Узбекистана: (1)
- 2013